# Хдрян, Азнив Карапетовна
Азни́в Карапе́товна Хдря́н (Хтря́н) (арм. Ազնիվ Կարապետի Խդրյան (Խտրյան); 1900, город Кесаб, Сирия — дата и место смерти не установлены) — армянский советский шелковод, передовик сельскохозяйственного производства. Герой Социалистического Труда (1951).

## Биография
Азнив Карапетовна Хдрян родилась в 1900 году в сирийском городе Кесаб. Во время геноцида армян 1915 года её семья, как и все армянские семья Кесаба, была выселена на пустыню в окрестностях города Дейр-эз-Зор. Прожив в Дейр-эз-Зорском лагере до оккупации города Кесаб французскими войсками в 1919 году, Азнив Хдрян вернулась в Кесаб.
В родном городе Кесаб Азнив Хдрян начала заниматься шелководством. В 1939 году семья Азнив Хдрян (фамилия мужа) иммигрировала в столицу Ливана — город Бейрут, а в 1947 году — в столицу Советской Армении — город Ереван. В Ереване Хдрян была устроена на работу в колхозе имени Сталина (в дальнейшем носил имя XVIII съезда ВКП(б)) Бериевского (с 1953 года — Шаумяновского) района Армянской ССР. Она стала звеньевой шелководческого звена колхоза. Для достижения быстрого кровообращения у шелковичных червей Хдрян поддерживала в шелководне температуру 26—26 °C и относительную влажность 71 %. В результате черви питались с большей скоростью и шелковичный кокон получался в течение 40 дней вместо установленных по производственному плану 60 дней. К 1950 году Хдрян достигла урожайности тутового шелкопряда 107,7 килограмма с каждой коробки грены, получив 323,1 килограммов коконов.
Указом Президиума Верховного Совета СССР от 11 июля 1951 года за получение в 1950 году высоких урожаев коконов тутового шелкопряда при выполнении колхозами обязательных поставок и контрактации по всем видам сельскохозяйственной продукции, натуроплаты за работу МТС и обеспеченности семенами всех культур для весеннего сева 1951 года Азнив Карапетовне Хдрян было присвоено звание Героя Социалистического Труда с вручением ордена Ленина и золотой медали «Серп и Молот».
В 1951 году звеньевая Азнив Хдрян также получила высокий урожай коконов тутового шелкопряда, за что была награждена орденом Трудового Красного Знамени. В дальнейшем Хдрян перешла на работу в полеводческой бригаде колхоза имени XVIII съезда ВКП(б) Шаумяновского района Армянской ССР. В конце 1950-х годов Хдрян вышла на пенсию.

## Награды
- Герой Социалистического Труда (Указ Президиума Верховного Совета СССР от 11 июля 1951 года, орден Ленина и медаль «Серп и Молот») — за получение в 1950 году высоких урожаев коконов тутового шелкопряда при выполнении колхозами обязательных поставок и контрактации по всем видам сельскохозяйственной продукции, натуроплаты за работу МТС и обеспеченности семенами всех культур для весеннего сева 1951 года[5].
- Орден Трудового Красного Знамени (4.06.1952)[5].